# Heinrich-Brüning-Straße 18 (Bonn)

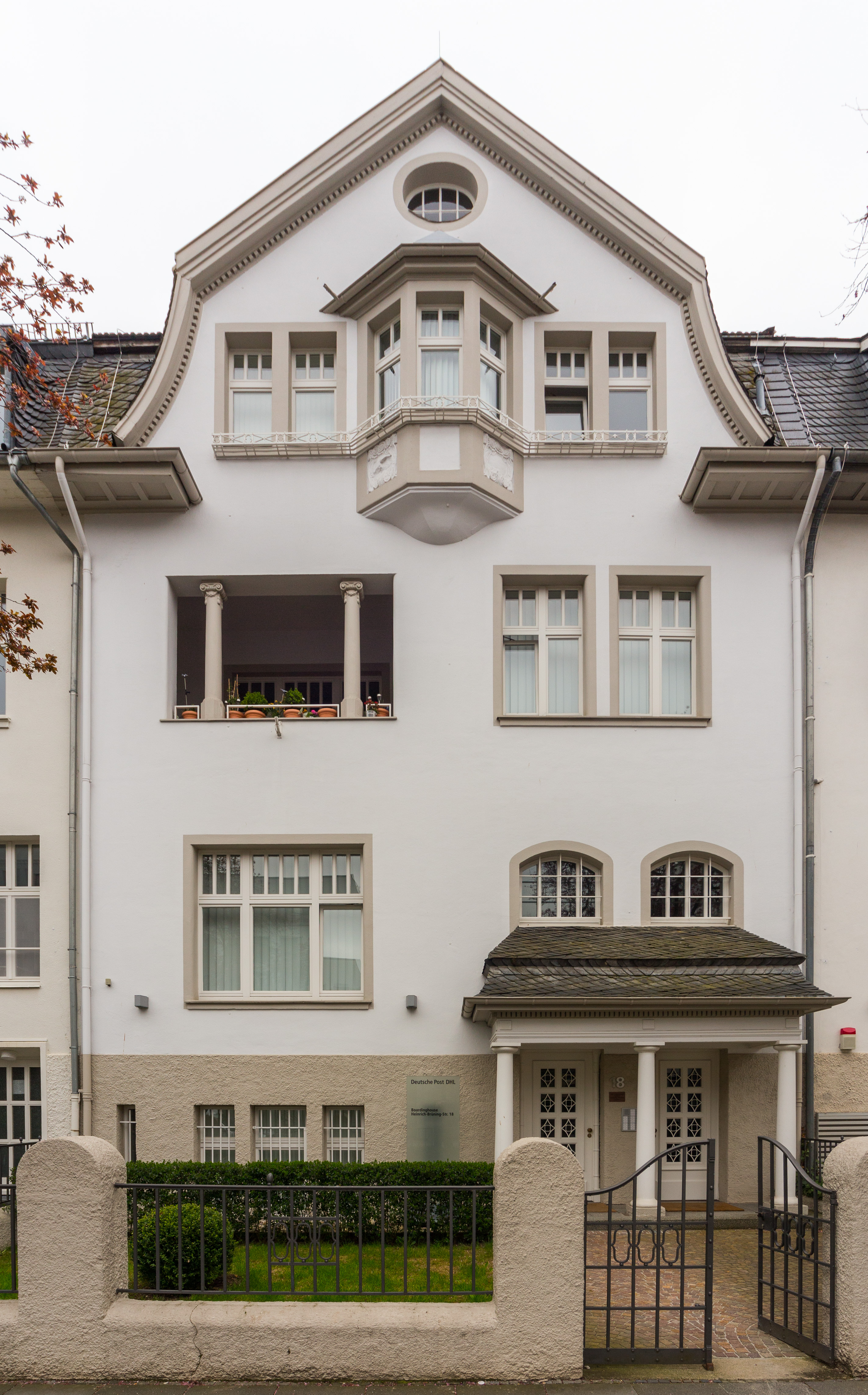
Villa Heinrich-Brüning-Straße 18 (2013)

Das Haus Heinrich-Brüning-Straße 18 ist eine Villa im Bonner Ortsteil Gronau, die 1909 errichtet wurde. Sie bildet das Mittelteil der dreiteiligen Villengruppe Heinrich-Brüning-Straße 16–20, die im Zentrum des Bundesviertels liegt. Die Villa steht als Baudenkmal unter Denkmalschutz.

## Geschichte
Die Villa wurde als Teil einer Villengruppe erbaut, die wie einige Gebäude in der damaligen „Villenkolonie Gronau“ am südlichen Bonner Stadtrand nach einem Entwurf des Bonner Architekten und Regierungsbaumeisters Julius Rolffs (1868–1946) für den Bauherrn Alfred Keller aus Siegburg entstand.
Ab November 1929 war das Haus Wohnsitz des Theologen und Professors Karl Ludwig Schmidt (1891–1956), nach dessen Berufung an die Universität Bonn. Schmidt emigrierte zu Beginn der Zeit des Nationalsozialismus (1933–1945) in die Schweiz. Im Zweiten Weltkrieg erlitt die Villengruppe schwere Beschädigungen, auf die 1949 eine Wiederherstellung folgte.
Nachdem Bonn 1949 Regierungssitz der Bundesrepublik Deutschland geworden war, befand sich die Villa inmitten des neuen Parlaments- und Regierungsviertels. Nach ihrer Gründung 1970 nahm die Bund-Länder-Kommission für Bildungsplanung und Forschungsförderung ihren Sitz in der Liegenschaft, die hier bis mindestens 1979 beheimatet war. Anfang der 1980er-Jahre wurde sie von der Freien und Hansestadt Hamburg erworben, um in ihr das Gästehaus ihrer nahegelegenen Landesvertretung einzurichten. Im Zuge der Verlegung des Parlaments- und Regierungssitzes zog die Landesvertretung 1999 nach Berlin um, das bisherige Gästehaus wurde verkauft.
Heute ist das Haus mit einer Bürofläche von 1000 m² wie die gesamte Villengruppe Eigentum des Bonner Unternehmers Marc Asbeck, dem zahlreiche Immobilien im Zentrum des Bundesviertels gehören. Es wird seit einem 2009 abgeschlossenen Umbau und einer Kernsanierung als Gäste- und Boardinghaus der Deutsche Post DHL, deren Zentrale sich im benachbarten Post Tower befindet, zur Unterbringung internationaler Gäste und Führungskräfte genutzt.
Die Eintragung des Hauses – einschließlich der Gitter und der Vorgartenzone – in die Denkmalliste der Stadt Bonn erfolgte im Jahre 2000.